# روي ماشيدا
روي ماشيدا (باليابانية: 町田瑠唯) مواليد 8 مارس 1993، هي لاعبة كرة سلة يابانية. يبلغ طولها 5 قدم 3 بوصة (1.6 م). مثلت منتخب بلادها. شاركت في دورة الألعاب الأولمبية الصيفية سنة 2016. حققت المركز الثالث في دورة الألعاب الآسيوية 2014.

## الميداليات
| الميدالية | المسابقة                   |
| --------- | -------------------------- |
| برونزية   | دورة الألعاب الآسيوية 2014 |

## روابط خارجية
- روي ماشيدا على موقع الاتحاد الدولي لكرة السلة (الإنجليزية)
- روي ماشيدا على موقع الاتحاد الوطني لكرة السلة النسائية (الإنجليزية)
- روي ماشيدا على موقع كرة السلة الأوروبية.كوم (الإنجليزية)
- روي ماشيدا على موقع بروبوليرز (الإنجليزية)
- روي ماشيدا على موقع سبورتس رفرنس (الإنجليزية)
- روي ماشيدا على موقع سبورتس رفرنس (الإنجليزية)
- روي ماشيدا على موقع اللجنة الأولمبية الدولية (الإنجليزية)
- روي ماشيدا على موقع أوليمبيديا (الإنجليزية)